# Super League 2025 (Cina)
La Chinese Super League 2025, nota come China Resources C'estbon Chinese Super League 2025 per ragioni di sponsorizzazione, sarà la 66ª edizione del massimo livello del campionato cinese di calcio, la 22ª sotto questa denominazione. La competizione è iniziata il 22 febbraio 2025 e terminerà il 22 novembre successivo.
Lo Shanghai Haigang è il campione in carica.

## Stagione

### Novità
Dalla stagione precedente erano state inizialmente retrocesse Meizhou Kejia e Nantong Zhiyun, ultime due classificate del campionato. Tuttavia il Cangzhou Mighty Lions è stato squalificato dalla competizione, permettendo il ripescaggio del Meizhou Kejia. Al loro posto dalla League One sono state promosse Yunnan Yukun e Dalian Yingbo.

### Formula
Le 16 squadre partecipanti giocano un girone all'italiana, con partite di andata e ritorno per un totale di 30 giornate. Le prime due classificate si qualificano per la AFC Champions League 2026-2027, mentre la terza classificata per la competizione continentale asiatica di secondo livello.
Le squadre possono registrare un massimo di 5 giocatori stranieri, con l'aggiunta di un sesto che sia proveniente da Hong Kong, Macao o Taiwan.

## Squadre partecipanti
| Club                 | Città     | Stadio                                       | Stagione 2025                         |
| -------------------- | --------- | -------------------------------------------- | ------------------------------------- |
| Beijing Guoan        | Pechino   | Workers' Stadium                             | 4º posto in Super League              |
| Changchun Yatai      | Changchun | Stadio municipale di Changchun               | 9º posto in Super League              |
| Chengdu Rongcheng    | Chengdu   | Phoenix Hill Football Stadium                | 3º posto in Super League              |
| Dalian Yingbo        | Dalian    | Dalian Suoyuwan Football Stadium             | 2º posto in CL1                       |
| Henan                | Zhengzhou | Stadio Hanghai di Zhengzhou                  | 8º posto in Super League              |
| Meizhou Hakka        | Meizhou   |                                              | 15º posto in Super League (ripescato) |
| Qingdao Hainiu       | Tsingtao  | Qingdao Youth Football Stadium               | 12º posto in Super League             |
| Qingdao Youth Island | Tsingtao  | Guzhenkou University City Sports Center      | 10º posto in Super League             |
| Shandong Taishan     | Jinan     | Stadio del Centro sportivo olimpico di Jinan | 5º posto in Super League              |
| Shanghai Port        | Shanghai  | Stadio calcistico di Pudong                  | Campione di Cina                      |
| Shanghai Shenhua     | Shanghai  | Stadio di Shanghai                           | 2º posto in Super League              |
| Shenzhen Peng City   | Shenzhen  | Stadio Bao'an                                | 14º posto in Super League             |
| Tianjin Jinmen Tiger | Tientsin  | TEDA Soccer Stadium                          | 6º posto in Super League              |
| Wuhan Three Towns    | Wuhan     | Wuhan Sports Center                          | 11º posto in Super League             |
| Yunnan Yukun         | Yuxi      | Yuxi Plateau Sports Center Stadium           | 1º posto in CL1                       |
| Zhejiang Pro         | Hangzhou  | Huanglong Sports Center                      | 7º posto in Super League              |

## Allenatori e primatisti
| Squadra              | Allenatore          | Calciatore più presente | Cannoniere |
| -------------------- | ------------------- | ----------------------- | ---------- |
| Beijing Guoan        | Quique Setién       |                         |            |
| Changchun Yatai      | Xie Hui             |                         |            |
| Chengdu Rongcheng    | Seo Jung-won        |                         |            |
| Dalian Yingbo        | Li Guoxu            |                         |            |
| Henan                | Nam Ki-il           |                         |            |
| Meizhou Hakka        | Milan Ristic        |                         |            |
| Qingdao Hainiu       | Li Xiaopeng         |                         |            |
| Qingdao Youth Island | Shao Jiayi          |                         |            |
| Shandong Taishan     | Choi Kang-hee       |                         |            |
| Shanghai Port        | Kevin Muscat        |                         |            |
| Shanghai Shenhua     | Leonid Sluckij      |                         |            |
| Shenzhen Peng City   | Christian Lattanzio |                         |            |
| Tianjin Jinmen Tiger | Yu Genwei           |                         |            |
| Wuhan Three Towns    | Filipe Martins      |                         |            |
| Yunnan Yukun         | Jørn Andersen       |                         |            |
| Zhejiang Pro         | Raul Caneda         |                         |            |

## Calciatori stranieri
Ogni squadra può registrare un massimo di sette calciatori stranieri (esclusi i portieri) nel corso della stagione. Un massimo di cinque giocatori stranieri possono essere registrati per ogni partita e possono essere schierati in qualsiasi momento. Inoltre non ci sono limiti nella registrazione dei giocatori naturalizzati e non ci sono limiti nel mettere in campo giocatori naturalizzati di origine cinese. Tuttavia, solo un giocatore naturalizzato di discendenza non cinese può essere schierato come giocatore nativo, mentre gli altri giocatori naturalizzati di discendenza non cinese schierati saranno conteggiati come giocatori stranieri. Ogni club può registrare un giocatore di Hong Kong, Macao o Taiwan di origine cinese (esclusi i portieri), a condizione che sia stato registrato come calciatore professionista in una di queste tre federazioni per la prima volta nella sua carriera, come giocatore nativo.
Di seguito la tabella con tutti i calciatori stranieri di ogni squadra nella stagione 2025 (in grassetto i trasferimenti in entrata di metà stagione):
| Squadra                | Calciatori          | Calciatori          | Calciatori            | Calciatori        | Calciatori          | Calciatori                                     | Calciatori               | Calciatori    | Calciatori                          |
| Squadra                | 1°                  | 2°                  | 3°                    | 4°                | 5°                  | Naturalizzati                                  | Hong Kong, Macao, Taiwan | Riserve       | Ex calciatori                       |
| ---------------------- | ------------------- | ------------------- | --------------------- | ----------------- | ------------------- | ---------------------------------------------- | ------------------------ | ------------- | ----------------------------------- |
| Beijing Guoan          | Fábio Abreu         | Guga                | Michael Ngadeu        | Dawhan            | Uroš Spajić         | → Arturo Cheng → Serginho                      |                          |               |                                     |
| Changchun Yatai        | Ohi Omoijuanfo      | Wylan Cyprien       | Lazar Rosić           | Stophira Sunzu    | Juan Camilo Salazar |                                                |                          | Robert Berič  | Guilherme                           |
| Chengdu Rongcheng      | Rômulo              | Felipe Silva        | Issa Kallon           | Timo Letschert    | Yahav Gurfinkel     | → Yang Ming-Yang → Pedro Delgado               | Tim Chow                 |               |                                     |
| Dalian Yingbo          | Isnik Alimi         | Zakaria Labyad      | Cephas Malele         | Mamadou Traoré    | Daniel Penha        |                                                |                          |               | Fernando Karanga                    |
| Henan                  | Bruno Nazário       | Iago Maidana        | Frank Acheampong      | Lucas Maia        | Felippe Cardoso     |                                                | Oliver Gerbig            |               |                                     |
| Meizhou Kejia          | Jerome Ngom Mbekeli | Rodrigo Henrique    | Darick Kobie Morris   | Branimir Jocic    | Elías Már Ómarsson  |                                                | Yue Tze-Nam              |               | Michael Cheukoua                    |
| Qingdao Hainiu         | Nikola Radmanovac   | Elvis Sarić         | Wellington Silva      | Filipe Augusto    | Didier Lamkel Zé    |                                                | Wong Ho-Chun Anson       |               | Santiago Ormeño                     |
| Qingdao Qingchundao    | Aziz                | Riccieli            | Matheus Índio         | Nélson da Luz     | Davidson            | → Alex Yang                                    | Chen Po-liang            |               |                                     |
| Shandong Taishan       | Valeri Q'azaishvili | Crysan              | Zeca                  | Guilherme Madruga | Gazal               |                                                | Raphaël Merkies          | Lluís López   |                                     |
| Shanghai Haigang       | Gustavo             | Matheus Jussa       | Leonardo              | Mateus Vital      | Gabrielzinho        | → Tyias Browning                               | Alex Jojo                | Óscar Melendo | Will Donkin                         |
| Shanghai Shenhua       | Ibrahim Amadou      | André Luis          | João Carlos Teixeira  | Wilson Manafá     | Saulo Mineiro       | → Dai Wai Tsun → Marcel Petrov → Nico Yennaris | Chan Shinichi            | Luis Asué     |                                     |
| Shenzhen Xin Pengcheng | Edu García          | Tiago Leonco        | Rade Dugalić          | Eden Karzev       | Wesley Moraes       |                                                | Matt Orr                 | Júnior Negrão | Manprit Sarkaria                    |
| Tianjin Jinmen Hu      | Albion Ademi        | Juan Antonio Ros    | Xadas                 | Alberto Quiles    | Cristian Salvador   |                                                | Sun Ming-Him             |               |                                     |
| Wuhan San Zhen         | Park Ji-soo         | Alexandru Tudorie   | Darlan                | Gustavo Sauer     | Manuel Palacios     | → Denny Wang                                   | Will Donkin              |               |                                     |
| Yunnan Yukun           | Oscar Maritu        | Alexandru Ioniță    | Nené                  | Pedro Henrique    | Andrei Burcă        | → John Hou Saeter                              | Wang-Kit Tsui            |               | Hélder Costa José Antonio Martínez  |
| Zhejiang Zhiye         | Lucas Possignolo    | Franko Andrijasevic | Deabeas Owusu-Sekyere | Yago Cariello     | Alexandru Mitriță   | → Alexander N'Doumbou                          | Nok Hang Leung           |               | Aaron Boupendza Jean Evrard Kouassi |

## Classifica Finale
|                 | Pos. | Squadra                | Pt | G  | V  | N | P  | GF | GS | DR  |
| --------------- | ---- | ---------------------- | -- | -- | -- | - | -- | -- | -- | --- |
| Cina (bandiera) | 1.   | Shanghai Shenhua       | 45 | 20 | 14 | 3 | 3  | 47 | 25 | +22 |
|                 | 2.   | Shanghai Haigang       | 44 | 20 | 13 | 5 | 2  | 47 | 26 | +21 |
|                 | 3.   | Chengdu Rongcheng      | 43 | 20 | 13 | 4 | 3  | 39 | 16 | +23 |
|                 | 4.   | Beijing Guoan          | 42 | 20 | 12 | 6 | 2  | 44 | 24 | +20 |
|                 | 5.   | Shandong Taishan       | 31 | 20 | 9  | 4 | 7  | 39 | 32 | +7  |
|                 | 6.   | Tianjin Jinmen Hu      | 30 | 20 | 8  | 6 | 6  | 27 | 29 | -2  |
|                 | 7.   | Zhejiang Zhiye         | 29 | 20 | 8  | 5 | 7  | 42 | 34 | +8  |
|                 | 8.   | Dalian Yingbo          | 29 | 20 | 8  | 5 | 7  | 21 | 26 | -5  |
|                 | 9.   | Qingdao Qingchundao    | 27 | 20 | 6  | 9 | 5  | 26 | 28 | -2  |
|                 | 10.  | Yunnan Yukun           | 26 | 20 | 7  | 5 | 8  | 31 | 37 | -6  |
|                 | 11.  | Wuhan San Zhen         | 21 | 20 | 5  | 6 | 9  | 26 | 36 | -10 |
|                 | 12.  | Henan                  | 19 | 20 | 5  | 4 | 11 | 32 | 36 | -4  |
|                 | 13.  | Shenzhen Xin Pengcheng | 17 | 20 | 5  | 2 | 13 | 25 | 46 | -21 |
|                 | 14.  | Meizhou Kejia          | 16 | 20 | 4  | 4 | 12 | 26 | 44 | -18 |
|                 | 15.  | Qingdao Hainiu         | 14 | 20 | 3  | 5 | 12 | 20 | 32 | -12 |
|                 | 16.  | Changchun Yatai        | 9  | 20 | 2  | 3 | 15 | 16 | 36 | -20 |

Legenda:

      Campione della Cina e ammessa alla fase a gironi della AFC Champions League Elite 2026-2027.
       Ammessa alla fase a gironi della AFC Champions League Elite 2026-2027
       Ammessa agli spareggi della AFC Champions League Elite 2026-2027.
       Ammessa alla fase a gironi della AFC Champions League 2 2026-2027. 
      Retrocessa in China League One 2026.
Regolamento:
Tre punti a vittoria, uno a pareggio, zero a sconfitta.
In caso di arrivo di due o più squadre a pari punti, la graduatoria verrà stilata secondo la classifica avulsa tra le squadre interessate che prevede, in ordine, i seguenti criteri:
- Punti negli scontri diretti.
- Differenza reti negli scontri diretti.
- Differenza reti generale.
- Reti realizzate in generale.
- Sorteggio.

Note:

## Risultati

### Tabellone
|                      | Bei  | Cha  | Che  | Dal  | Hen  | Mei  | QHa  | QYI  | ShT  | SPo  | SSh  | SCi  | Tia  | WTT  | Yun  | Zhe  |
| -------------------- | ---- | ---- | ---- | ---- | ---- | ---- | ---- | ---- | ---- | ---- | ---- | ---- | ---- | ---- | ---- | ---- |
| Beijing Guoan        | –––– |      | 1-1  |      | 1-0  |      |      | 1-0  | 6-1  |      | 1-3  | 3-1  | 2-2  |      | 2-1  | 2-0  |
| Changchun Yatai      |      | –––– |      | 0-2  | 0-1  |      |      | 1-0  | 1-2  | 1-3  | 1-2  |      | 1-2  | 1-1  | 0-0  |      |
| Chengdu Rongcheng    | 2-0  |      | –––– | 2-0  |      |      |      | 1-1  | 2-1  |      | 1-0  | 5-0  | 1-2  | 1-0  | 1-1  | 2-1  |
| Dalian Yingbo        | 0-2  | 2-0  | 0-2  | –––– | 1-0  |      | 2-0  |      | 2-0  |      | 0-3  |      | 1-1  |      | 3-2  | 1-0  |
| Henan                |      |      |      |      | –––– | 1-1  | 3-1  | 2-3  | 2-2  | 1-3  | 1-3  | 4-1  | 3-4  | 1-2  |      |      |
| Meizhou Hakka        | 0-4  | 1-3  | 0-4  |      | 2-1  | –––– |      |      | 3-4  | 2-4  | 1-3  | 3-0  | 1-2  | 3-1  |      |      |
| Qingdao Hainiu       | 1-1  | 3-0  | 0-1  | 1-1  |      |      | –––– | 2-2  |      |      |      | 0-1  | 2-0  |      | 5-1  | 0-3  |
| Qingdao Youth Island |      |      |      | 2-0  | 2-1  | 3-1  | 1-0  | –––– | 1-5  | 3-3  |      | 0-0  | 2-2  | 2-0  |      |      |
| Shandong Taishan     |      | 2-1  | 0-3  | 4-1  | 0-0  | 3-0  | 1-1  |      | –––– |      |      | 4-0  |      | 3-1  |      | 4-2  |
| Shanghai Port        | 1-2  | 2-0  | 1-3  | 3-0  |      | 2-1  | 3-1  | 2-2  | 1-1  | –––– | 1-1  | 3-1  |      |      |      |      |
| Shanghai Shenhua     | 2-2  | 2-1  |      |      | 3-2  |      | 3-2  | 4-0  |      | 1-2  | –––– |      | 3-0  | 2-0  | 3-1  | 3-2  |
| Shenzhen Peng City   |      | 3-1  |      |      | 1-3  |      | 4-0  |      |      | 1-2  |      | –––– | 1-0  | 1-2  | 3-4  | 2-4  |
| Tianjin Jinmen Tiger | 2-2  |      | 2-1  |      |      | 2-2  | 1-0  | 0-0  |      | 1-4  |      |      | –––– |      | 0-1  | 2-0  |
| Wuhan Three Towns    | 4-4  | 0-0  | 2-2  | 2-2  |      | 1-2  |      | 1-1  |      | 0-2  |      |      |      | –––– | 3-1  | 0-4  |
| Yunnan Yukun         | 0-2  |      |      |      | 2-1  | 2-0  | 1-0  |      | 3-2  | 2-3  | 4-4  | 3-1  |      |      | –––– | 1-1  |
| Zhejiang Pro         | 3-4  | 4-2  |      | 1-1  | 2-2  | 2-2  |      |      |      |      |      | 3-0  |      | 3-2  | 3-1  | –––– |

## Statistiche

### Squadre

#### Capoliste solitarie
|    | ——  | —— | —— | —— | ——               | ——               | ——               | ——               | ——  | ——  | ——  | ——        | ——        | ——  | ——  | ——               | ——               | ——               | ——               | ——  | ——  | ——  | ——  | ——  | ——  | ——  | ——  | ——  | ——  | —— |  |
|    | SPo |    |    |    | Shanghai Shenhua | Shanghai Shenhua | Shanghai Shenhua | Shanghai Shenhua |     |     |     | S.Shenhua | S.Shenhua |     |     | Shanghai Shenhua | Shanghai Shenhua | Shanghai Shenhua | Shanghai Shenhua |     |     |     |     |     |     |     |     |     |     |    |  |
|    |     |    |    |    |                  |                  |                  |                  |     |     |     |           |           |     |     |                  |                  |                  |                  |     |     |     |     |     |     |     |     |     |     |    |  |
|    |     |    |    |    |                  |                  |                  |                  |     |     |     |           |           |     |     |                  |                  |                  |                  |     |     |     |     |     |     |     |     |     |     |    |  |
| 1ª | 2ª  | 3ª | 4ª | 5ª | 6ª               | 7ª               | 8ª               | 9ª               | 10ª | 11ª | 12ª | 13ª       | 14ª       | 15ª | 16ª | 17ª              | 18ª              | 19ª              | 20ª              | 21ª | 22ª | 23ª | 24ª | 25ª | 26ª | 27ª | 28ª | 29ª | 30ª |    |  |

#### Classifica in divenire
|               | 1ª | 2ª | 3ª | 4ª | 5ª | 6ª | 7ª | 8ª | 9ª | 10ª | 11ª | 12ª | 13ª | 14ª | 15ª | 16ª | 17ª | 18ª | 19ª | 20ª | 21ª | 22ª | 23ª | 24ª | 25ª | 26ª | 27ª | 28ª | 29ª | 30ª |
| ------------- | -- | -- | -- | -- | -- | -- | -- | -- | -- | --- | --- | --- | --- | --- | --- | --- | --- | --- | --- | --- | --- | --- | --- | --- | --- | --- | --- | --- | --- | --- |
| Beijing G.    | 3  | 4  | 5  | 6  | 9  | 9* | 10 | 13 | 16 | 19  | 22  | 25  | 26  | 29  | 35* | 38  | 38  | 38  | 39  | 42  |     |     |     |     |     |     |     |     |     |     |
| Changchun     | 0  | 0  | 0  | 1  | 1  | 4  | 4  | 5  | 5  | 5   | 5   | 5   | 5   | 5   | 8   | 8   | 8   | 8   | 9   | 9   |     |     |     |     |     |     |     |     |     |     |
| Chengdu       | 3  | 3  | 4  | 7  | 10 | 13 | 14 | 17 | 20 | 23  | 26  | 29  | 30  | 30  | 33  | 34  | 34  | 37  | 40  | 43  |     |     |     |     |     |     |     |     |     |     |
| Dalian Y.     | 1  | 1  | 4  | 5  | 5  | 6  | 9  | 9  | 10 | 13  | 13  | 14  | 14  | 17  | 17  | 20  | 23  | 26  | 29  | 29  |     |     |     |     |     |     |     |     |     |     |
| Henan         | 1  | 1  | 1  | 1  | 4  | 4  | 4  | 7  | 7  | 7   | 7   | 10  | 11  | 14  | 14  | 15  | 16  | 16  | 16  | 19  |     |     |     |     |     |     |     |     |     |     |
| Meizhou       | 1  | 4  | 4  | 4  | 7  | 7  | 8  | 11 | 12 | 12  | 12  | 12  | 12  | 12  | 12  | 12  | 13  | 13  | 13  | 16  |     |     |     |     |     |     |     |     |     |     |
| Qingdao H.    | 1  | 1  | 1  | 2  | 2  | 2  | 2  | 2  | 3  | 4   | 7   | 7   | 8   | 8   | 8   | 8   | 8   | 11  | 11  | 14  |     |     |     |     |     |     |     |     |     |     |
| Qingdao Y. I. | 1  | 4  | 5  | 8  | 9  | 9  | 9  | 12 | 12 | 15  | 16  | 16  | 17  | 18  | 18  | 21  | 22  | 23  | 26  | 27  |     |     |     |     |     |     |     |     |     |     |
| Shandong      | 1  | 4  | 7  | 7  | 10 | 13 | 16 | 16 | 16 | 17  | 17  | 20  | 21  | 21  | 24  | 25  | 25  | 28  | 28  | 31  |     |     |     |     |     |     |     |     |     |     |
| S. Port       | 3  | 6  | 7  | 10 | 11 | 11 | 14 | 14 | 17 | 17  | 20  | 23  | 24  | 25  | 31* | 34  | 37  | 38  | 41  | 44  |     |     |     |     |     |     |     |     |     |     |
| S. Shenhua    | 3  | 4  | 7  | 10 | 11 | 14 | 17 | 20 | 23 | 23  | 26  | 29  | 32  | 32  | 35  | 38  | 41  | 44  | 45  | 45  |     |     |     |     |     |     |     |     |     |     |
| Shenzhen City | 0  | 3  | 3  | 3  | 3  | 3  | 6  | 6  | 7  | 10  | 11  | 11  | 11  | 14  | 14  | 14  | 17  | 17  | 17  | 17  |     |     |     |     |     |     |     |     |     |     |
| Tianjin J. T. | 1  | 4  | 7  | 8  | 9  | 10 | 10 | 13 | 13 | 13  | 16  | 16  | 19  | 22  | 22  | 25  | 28  | 28  | 29  | 30  |     |     |     |     |     |     |     |     |     |     |
| Wuhan T. T.   | 0  | 0  | 0  | 1  | 1  | 4  | 5  | 5  | 8  | 11  | 11  | 12  | 12* | 15  | 18* | 19  | 20  | 20  | 21  | 21  |     |     |     |     |     |     |     |     |     |     |
| Yunnan Y.     | 0  | 1  | 4  | 4  | 7  | 7  | 8  | 9  | 9  | 9   | 12  | 15  | 18  | 19  | 22  | 22  | 22  | 25  | 26  | 26  |     |     |     |     |     |     |     |     |     |     |
| Zhejiang      | 1  | 2  | 5  | 8  | 8  | 8  | 9  | 9  | 12 | 15  | 15  | 15  | 16  | 17  | 20  | 20  | 23  | 26  | 29  | 29  |     |     |     |     |     |     |     |     |     |     |

#### Classifiche di rendimento

##### Rendimento andata-ritorno
| Andata               | Andata | Ritorno              | Ritorno |
| Beijing Guoan        | 35     | Shanghai Port        | 13      |
| Shanghai Shenhua     | 35     | Dalian Yingbo        | 12      |
| Chengdu Rongcheng    | 33     | Shanghai Shenhua     | 10      |
| Shanghai Port        | 31     | Chengdu Rongcheng    | 10      |
| Shandong Taishan     | 24     | Zhejiang Pro         | 9       |
| Tianjin Jinmen Tiger | 22     | Qingdao West Coast   | 9       |
| Yunnan Yukun         | 22     | Tianjin Jinmen Tiger | 8       |
| Zhejiang Pro         | 20     | Beijing Guoan        | 7       |
| Qingdao West Coast   | 18     | Shandong Taishan     | 7       |
| Wuhan Three Towns    | 18     | Qingdao Hainiu       | 6       |
| Dalian Yingbo        | 17     | Henan                | 5       |
| Henan                | 14     | Yunnan Yukun         | 4       |
| Shenzhen Peng City   | 14     | Meizhou Hakka        | 4       |
| Meizhou Hakka        | 12     | Wuhan Three Towns    | 3       |
| Qingdao Hainiu       | 8      | Shenzhen Peng City   | 3       |
| Changchun Yatai      | 8      | Changchun Yatai      | 1       |

##### Rendimento casa-trasferta
| Casa                 | Casa | Trasferta            | Trasferta |
| Shanghai Shenhua     | 25   | Shanghai Port        | 26        |
| Chengdu Rongcheng    | 23   | Shanghai Shenhua     | 20        |
| Beijing Guoan        | 23   | Chengdu Rongcheng    | 20        |
| Dalian Yingbo        | 22   | Beijing Guoan        | 19        |
| Shandong Taishan     | 20   | Tianjin Jinmen Tiger | 15        |
| Zhejiang Pro         | 19   | Shandong Taishan     | 11        |
| Qingdao West Coast   | 19   | Zhejiang Pro         | 10        |
| Shanghai Port        | 18   | Yunnan Yukun         | 9         |
| Yunnan Yukun         | 17   | Qingdao West Coast   | 8         |
| Tianjin Jinmen Tiger | 15   | Henan                | 8         |
| Wuhan Three Towns    | 14   | Dalian Yingbo        | 7         |
| Shenzhen Peng City   | 13   | Wuhan Three Towns    | 7         |
| Qingdao Hainiu       | 13   | Meizhou Hakka        | 7         |
| Henan                | 11   | Shenzhen Peng City   | 4         |
| Meizhou Hakka        | 9    | Changchun Yatai      | 4         |
| Changchun Yatai      | 5    | Qingdao Hainiu       | 1         |

#### Primati stagionali
Squadre
Partite

### Individuali

#### MVP del mese
Di seguito i vincitori.

#### MVC del mese
Di seguito i vincitori.